# Bouke (zanger)
Bouke Scholten (Emmen, 25 september 1981) is een Nederlandse zanger.

## Levensloop

### Carrière
In augustus 2012 trad Scholten op tijdens de Elvis Memorial Tour in Graceland. Ook in augustus 2017 werd hij gevraagd op te treden in Graceland, ditmaal vanwege de 40ste sterfdag van Elvis Presley. In 2018 werd hij genomineerd voor de cultuurprijs van de gemeente Emmen. Voor zijn album Bouke at Sun nam Scholten in 2017 nummers op in de Sun Studio in Memphis, waar ook zangers als Jerry Lee Lewis en Johnny Cash hun nummers opnamen.

### Televisie
In augustus 2009 won Scholten het televisieprogramma Waar is Elvis?, in het programma werd gezocht naar de 'Elvis-kunner' van Nederland Scholten deed in 2014 mee aan The Winner Takes It All. Met zijn vertolking van Elvis won hij het programma en mocht hij zich de beste sound-alike van Nederland noemen. In mei 2019 won Scholten wederom tijdens een talentenjacht, ditmaal All Together Now. Als Bouke & The Elvis Matters Band won hij in 2023 het programma The Tribute: Battle of the Bands. Samen met Rob Kemps maakte Scholten het programma My Tribute to Elvis dat begin 2024 werd uitgezonden op SBS6.

### Privéleven
Scholten groeide op in een woonwagenkamp en heeft twee kinderen met zijn ex-partner.

## Discografie
- 2004 - In mijn hart ben jij bij mij
- 2006 - Alles wat ik doe
- 2008 - In mijn gedachten
- 2011 - Dit gaat nooit meer over
- 2011 - A Song of Love
- 2011 - For the Good Times
- 2016 - Come a Little Bit Closer
- 2017 - This Is Me
- 2017 - Julie
- 2018 - Bouke at Sun